# Rijsberkampen
Rijsberkampen (Stellingwerfs: Riseperkampen of Riesberkampen, Fries: Rysberkampen) is een buurtschap in de gemeente Weststellingwerf, in de Nederlandse provincie Friesland. Het is gelegen ten noordwesten van Zorgvlied en ten noordoosten van het dorp Boijl, waaronder het formeel valt.

## Geschiedenis
De oudste vermelding van de plaats, voor zover bekend, dateert van 1429, toen het werd geduid als thoe Rysborcampe. In 1543 komt de spelling Rysbercamp voor, in 1634 Rysber Camp en in 1840 Riesberkamp. Hoewel het niet echt duidelijk is waar de naam precies op duidt wordt er gedacht dat het eerste deel mogelijk zou slaan op een waterkant waar rijshout groeide, wat geduid werd als rijsbôrt. Het tweede deel van de plaatsnaam (kampen) verwijst als duiding dat het een afgeperkt stuk land was. 
De plaats is gevormd door een uit meerdere stroken bestaande es. In de 19e eeuw heeft er een korenmolen gestaan in de buurtschap, alleen de maalsteen is daarvan overgebleven.